# ICON (人工衛星)
ICON (Ionospheric Connection Explorer、Explorer-96) はアメリカ航空宇宙局(NASA)によって2019年に打ち上げられた科学衛星。宇宙と地球の境界に広がる電離層及び熱圏を観測し、地球大気の気象と大気上層を電離させる太陽由来のエネルギーがこの領域にどのような相互作用を及ぼしているかを研究する。エクスプローラー計画に含まれる中型探査機シリーズMIDEX(medium-class Explorer)の1機である（MIDEX-8）。

## 概要
ICONは電離層における風と温度および大気光を2年以上継続して観測するミッションである。宇宙環境からの影響（太陽光・太陽風・磁気圏）と地球環境からの影響（成層圏以下の気象や大気波）がどのように組み合わさって電離層の予測困難なプラズマの分布と変動を引き起しているのか大気電気学と大気力学の観点から研究し、その正確なモデルを構築することで宇宙天気予報の改善に寄与することが期待されている。
NASAの観測計画として2014年11月に承認されたICONの開発製造はオービタルATK（現ノースロップ・グラマン・イノベーション・システムズ）が主契約者として担当し、同社の衛星プラットフォームLEOStar-2に電離層を観測する4種の観測機器を搭載した。衛星の観測運用は提案者であるカリフォルニア大学バークレー校の宇宙科学研究所によって行われる。ミッションの総コストは2億5200万ドルとなっている。
打ち上げは当初2017年にクェゼリン環礁より母機スターゲイザーを離陸させて実施される予定であったが、ペガサスXLロケットに繰り返し発見された不具合のため2018年6月から同年10月さらに翌2019年10月へと三たび大きく延期された。2019年10月11日にケープカナベラル空軍基地を飛び立ち高度約12kmに上昇したスターゲイザーが1時59分(UTC)にペガサスロケットを切り離し点火、打ち上げに成功した
。

## 観測運用
NASAはICONに先立ち、ルクセンブルクの衛星通信会社SESが所有する商用通信衛星SES-14（2018年1月25日打ち上げ）に遠紫外線イメージャを搭載するプロジェクト「GOLD（Global-scale Observations of the Limb and Disk）」を開始しており、低軌道を一日15回周回するICONとブラジル上空の静止軌道（西経47.5度）から西半球を見下ろすGOLDが連携して電離層の観測を実施する。
ICONによって得られた最初の画像は、アメリカ地球物理学連合の秋季大会における12月10日の記者会見で公開された。

## 搭載機器
- 高分解能熱圏イメージング・マイケルソン干渉計 MIGHTI (Michelson Interferometer for Global High-resolution Thermospheric Imaging)

熱圏における中性大気の風速と気温を計測する。ドップラー効果による時速10マイル未満の風速の変化を測定可能。同一構成の機器2台を衛星の進行方向に対してそれぞれ斜め左前方と斜め左後方に向け90度直角に搭載している。この配置によって斜め前方で観測した領域を衛星の進行により8分後には斜め後方に向けた装置で再観測し、風ベクトルの立体的な把握が可能となる。本装置を開発したアメリカ海軍研究所(NRL)はマイケルソン干渉計を用いた上層大気の風観測装置として、過去にUARS（1991年）に搭載されたWINDII、スペースシャトルSTS-112ミッション（2002年）と実験衛星STPSat-1（2007年）搭載のSHIMMERを製作しており、その実績を踏まえて本装置の開発が行われている。
- 遠紫外線イメージャ FUV (Far Ultraviolet Imager)

遠紫外線の波長領域で大気光を観測する。昼側の面では、太陽光のエネルギーで励起された酸素と窒素の発光（波長135.6nmおよび155nm）を観測することによって、上層大気における酸素原子および窒素分子の高度分布プロファイルを取得する。夜側の面では、酸素イオンが夜間に再結合して酸素分子となる際に発する遠紫外線の放射光（波長135.6nm）を観測し、酸素イオンの分布と密度を計測する。IMAGE(2000年打ち上げ)に搭載された遠紫外線スペクトロイメージャと同様の機器であり、共にカルフォルニア大学バークレー校によって開発されている。
- 極紫外線イメージャ EUV (Extreme Ultraviolet Imager)

プッシュブルーム方式のイメージング分光計。酸素イオンの共鳴散乱によって発生する極紫外線（波長61.7nmおよび83.4nm）を観測し、酸素イオン密度の高度分布をプロファイリングする。FUVと同じくカルフォルニア大学バークレー校による提供。
- イオン速度測定装置 IVM (Ion Velocity Meter)

テキサス大学ダラス校宇宙科学センターによって開発されている。プラズマイオンの速度・温度・密度を観測する。2008年に打ち上げられたC/NOFS衛星にも同設計の装置が搭載され観測を行っている。